# Cá rớp
Cá rớp, tên khoa học Thryssa hamiltonii là một loài cá trong họ Engraulidae.